# Chris Stoffer
Christiaan (Chris) Stoffer (ur. 19 września 1974 w m. Harderwijk) – holenderski polityk, inżynier i samorządowiec, parlamentarzysta, lider Politycznej Partii Protestantów (SGP).

## Życiorys
Absolwent inżynierii lądowej na Universiteit Twente. Od 1999 był zawodowo związany z Rijkswaterstaat, holenderską agencją rządową zajmującą się infrastrukturą, stopniowo awansując w jej strukturze. W 2013 był dyrektorem do spraw dróg i ruchu drogowego, od tegoż roku pełnił funkcję dyrektora do spraw zarządzania siecią. W latach 2009–2013 wchodził w skład zarządu generalnego Waterschap Veluwe, instytucji zajmującej się kwestiami gospodarki wodnej w Geldrii.
Zaangażował się w działalność polityczną w ramach Politycznej Partii Protestantów, skupiającej ortodoksyjnych kalwinistów. W 2002 zasiadł w radzie gminy Nunspeet. W 2018 objął wakujący mandat posła do Tweede Kamer, niższej izby Stanów Generalnych. Wybierany następnie na kolejne kadencje w wyborach parlamentarnych w 2017, 2021 i 2023.
W 2023 zastąpił Keesa van der Staaija na funkcji lidera politycznego SGP.